# TP-82
Le TP-82 (en russe : ТП-82) est une arme soviétique que les cosmonautes emportaient avec eux lors des missions spatiales à bord du vaisseau Soyouz.

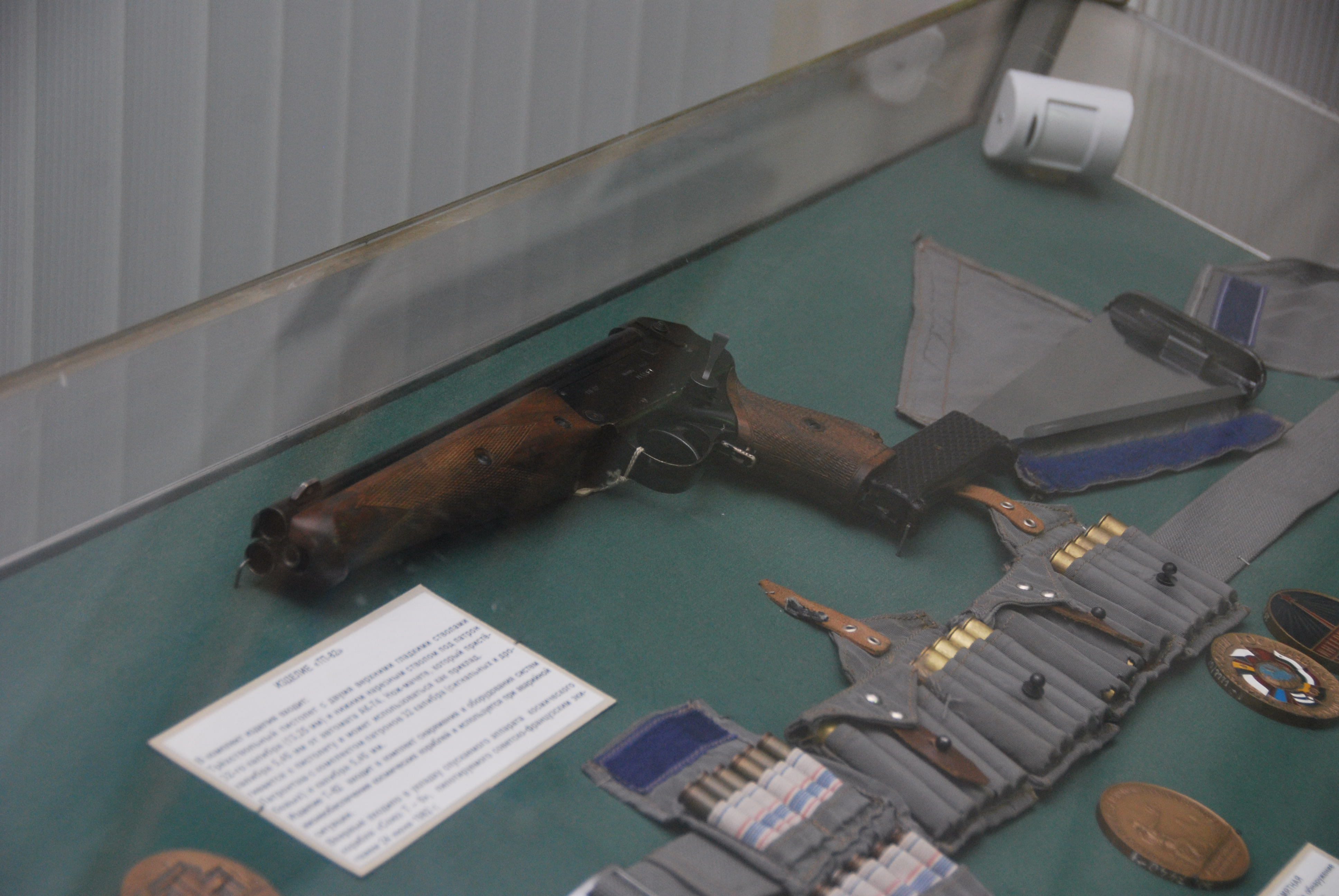
Un TP-82 et sa cartouchière au musée d'histoire militaire d'artillerie, de troupes d’ingénieurs et de communications de Saint-Pétersbourg.

L'arme a été conçue par Nikolaï Oupirov, de l'arsenal de Toula, et Alexeï Arkhipovitch. Elle était censée servir d'aide à la survie, à utiliser par les cosmonautes après l'atterrissage de leur capsule en Sibérie et dans l'attente de leur récupération. Elle est dotée de trois canons, dont deux canons lisses supérieurs chambrés pour le calibre 12,5 × 70 mm et un canon rayé chambré pour le 5,45 × 39 mm M74. Le pistolet, proche finalement d'un fusil à canon scié, pouvait être utilisé pour la chasse et pour se défendre contre les prédateurs, ainsi que pour envoyer des signaux de détresse. La crosse amovible était aussi une machette.
Elle est utilisée entre 1986 et 2006, notamment à l'initiative d'Alexeï Leonov. Depuis 2007, elle est remplacée par un pistolet semi-automatique classique mais en 2019, des tests sont effectués pour mettre au point une version modernisée du TP-82.